# 인현왕후 (드라마)
MBC 정통 사극 조선왕조 오백년의 여덟 번째 작품으로, 1988년 1월 13일부터 1988년 10월 13일까지 방영되었던 문화방송 수목드라마이다.
이제는 고전으로 남은 사랑하고 복수의 파노라마 희빈 장씨와 인현왕후 사이에서 대립각 및 변덕스러운 임금 숙종의 행각과 함께 정치적으로는 붕당정치를 가속화시킨 불행한 시기를 재조명했다.

## 출연
| - 박순애(인현왕후) - 강석우(숙종) - 전인화(장옥정) - 이덕화(장희재) - 견미리(숙빈 최씨) - 정혜선(장렬왕후) - 김해숙(명성왕후) - 고두심(숭선군부인 신씨) - 차주옥(숙의 김씨) - 홍계일(송시열) - 전인택(김만중) - 한인수(남구만) - 박종관(박세채) - 이묵원(민유중) - 강성욱(민정중) - 최상훈(김춘택) - 임정하(동평군) | - 김주영(김익훈) - 김용건(김만기) - 김호영(조사석) - 박경현(장현) - 정태섭(윤지완) - 박영태(김창집) - 김동현(김석주) - 조형기(김환) - 나성균(박찬영) - 이의일(허적) - 이동신(허견) - 이기영 - 김석옥(인현왕후 어머니) - 김진구 - 맹상훈(최석정) - 엄유신(희빈 장씨 어머니 역) - 홍진희(자근아기) | - 차윤회(업동) - 최선균(허영) - 신귀식(김수항) - 이희도(최효원) - 이숙(최상궁) - 이미지(숙정) - 김기일(목내선) - 한규희(권대운) - 정승현(민암) - 전국근(목창명) - 박병훈(민진후) - 송경철(심호) - 홍민우(허목) - 송일권(왕세자 이균) · (아역 : 김기웅) - 우희진(세자빈 심씨) · (아역 : 이잎새) - 박순천(인경왕후) - 이은철(내금위장) |

- 박영지, 박종설, 김순경, 이재룡, 박상규, 김민경, 윤철형, 홍학표, 이영범, 정영란, 신양희, 김찬구, 김민석, 김화란, 임재경, 최재호, 김영두, 박희우, 최병학, 최재호, 이기영,

### 해설
- 유강진

## 제작진
- 극본 : 신봉승
- 미술 : 임수영
- 기술 : 임재륭
- 조명 : 윤상호
- 카메라: 남두우

## 같이 보기
- SBS 장희빈 (1995)
- KBS 장희빈 (2002)
- MBC 동이 (2010) - 숙빈 최씨의 일대기를 다룸

## 결방 및 편성 변경
- 1988년 9월 21~22일, 28~29일 서울 올림피아드 방송으로 인해 결방